# Chelonoidis darwini
Espèce
Statut de conservation UICN

 CR A1bde : 
En danger critique
Synonymes
- Testudo darwini Van Denburgh, 1907
- Geochelone nigra darwini (Van Denburgh, 1907)

Statut CITES
Chelonoidis darwini est une espèce de tortues de la famille des Testudinidae.

## Répartition

Distribution des tortues géantes des Galapagos

Cette espèce est endémique de l'île Santiago aux Galápagos.

## Taxinomie
Elle fait partie du complexe d'espèces des tortues géantes des Galapagos. Elle est parfois considérée comme une sous-espèce de Chelonoidis nigra.

## Publication originale
- Van Denburgh, 1907 : Expedition of the California Academy of Sciences to the Galapagos Islands, 1905–1906. I. Preliminary descriptions of four new races of gigantic land tortoises from the Galapagos Islands. Proceedings of the California Academy of Sciences, ser. 4, vol. 1, p. 1–6 (texte intégral).